# 罗晓枫
羅曉楓，MH（1989年7月12日—），籍貫廣東潮州，現任香港大埔區議會大埔南選區議員、大埔區南分區委員會委員，以及大埔青年協會會長。
羅曉楓於2013年在香港教育大學大中華地區研究榮譽社會科學學士畢業，並於2021年在香港教育大學取得公共政策及管理碩士。曾任香港經濟民生聯盟傳媒及對外事務主任，以及大埔區議會新富選區議員。
羅曉楓於2019年區議會選舉中以3,424票 (43.57%)不敵新民主同盟胡耀昌，得票較上屆有所上升，惟未能成功連任其後以經民聯地區顧問身份繼續參與地區事務，並出任大埔南分區委員會副主席及大埔青年協會會長等職。2023年區議會選舉中，他在大埔南選區取得11,608票（得票率43.07%），再次當選，擊敗建制派民建聯黃碧嬌和鄉事派張育文。
2019年，他獲行政長官頒發社區服務獎狀，2024年獲頒授榮譽勳章，以表揚其在公共事務方面的服務。

## 其他社會職務
- 新界社團聯會大埔地區委員會副主席
- 香港經濟民生聯盟新界東支部副主席
- 大埔區關愛隊(新富小區)隊長
- 分區委員會委員
- 大埔及北區福利策劃委員會委員
- 大埔青年協會會長
- 大埔足球會榮譽顧問
- 新界東潮人聯會榮譽會長
- 湖南省青年聯合會委員
- 大埔區居民聯會副主席

## 任職
羅曉楓於2013年至2015年期間，擔任香港經濟民生聯盟傳媒及對外事務主任。
他在2015年當選為新富區議員，成為大埔區議會中最年青的議員。於2019年獲得行政長官社區服務獎。
他於2022年起擔任大埔青年協會會長。
2023年當選大埔南地方選區區議員。現時羅曉楓於大埔區議會中擔任區議會議員；社會福利、房屋及發展規劃委員會主席；地區設施及工程委員會委員；食物環境衞生委員會委員；社區參與及文化康樂委員會委員；交通運輸委員會委員；提振地區經濟專責工作小組成員。

## 第一任期（2016年－2019年，新富選區）

### 改善交通規劃
- 建議興建新的南北運輸幹道，以紓緩吐露港公路交通擠塞（2017年提出）。
- 建議擴闊大埔公路（沙田段）行車線及增設隔音屏障，應對繁忙時段交通樽頸與噪音問題。
- 東鐵線信號系統故障後，促請港鐵加快升級並提出安裝月台幕門建議（2018年）。
- 建議港鐵推行「沙中線局部通車」，提前開放鑽石山、啟德等站以分流九龍塘站客流（2019年）。
- 推動優化多條巴士服務，包括 A47X 機場巴士路線，建議開辦 264R 假日線（後延伸至天水圍）、263C 大埔至屯門巴士，及建議 N307 假日轉為恆常服務。
- 建議新設 806 小巴線往來大埔、科學園與沙田，後分拆為 806A（往黃泥頭）及 806B（往碩門邨），票價亦隨建議下調並設分段收費。

### 改善社區基建
- 促成馬窩路花園項目落實，建議納入甲級撥款並監察進度，2021年6月30日正式啟用。
- 推動大埔東昌街康體大樓（前稱寶湖道體育館）動工，填補大埔文康設施不足。
- 推動大埔藝術中心改建工程（2017–2019年），擴建演奏廳、增加燈光與無障礙設施。
- 建議將前大埔賽馬會泳池改建為綜合醫療大樓，增設圖書館與停車場（2017年起提出，2018年獲委員會通過）。

### 優化居民生活環境與社區關懷
- 倡議為大埔鄉郊地區鋪設光纖上網，改善網速不穩與市場壟斷問題（2015年起推動）。
- 協助居民反對運輸署將富雅花園外花圃改建為邨巴候車區，指出問題源於違例泊車及擔憂污染影響，最終計劃擱置。
- 多次於颱風「天鴿」（2017年）及「山竹」（2018年）後到場視察受災地點，協調清理倒塌樹木與水浸等問題，加快部門復原進度。

## 外部連結
- 羅曉楓Facebook專頁 （页面存档备份，存于）
- 羅曉楓YouTube頻道 （页面存档备份，存于）